# 城乡结合部

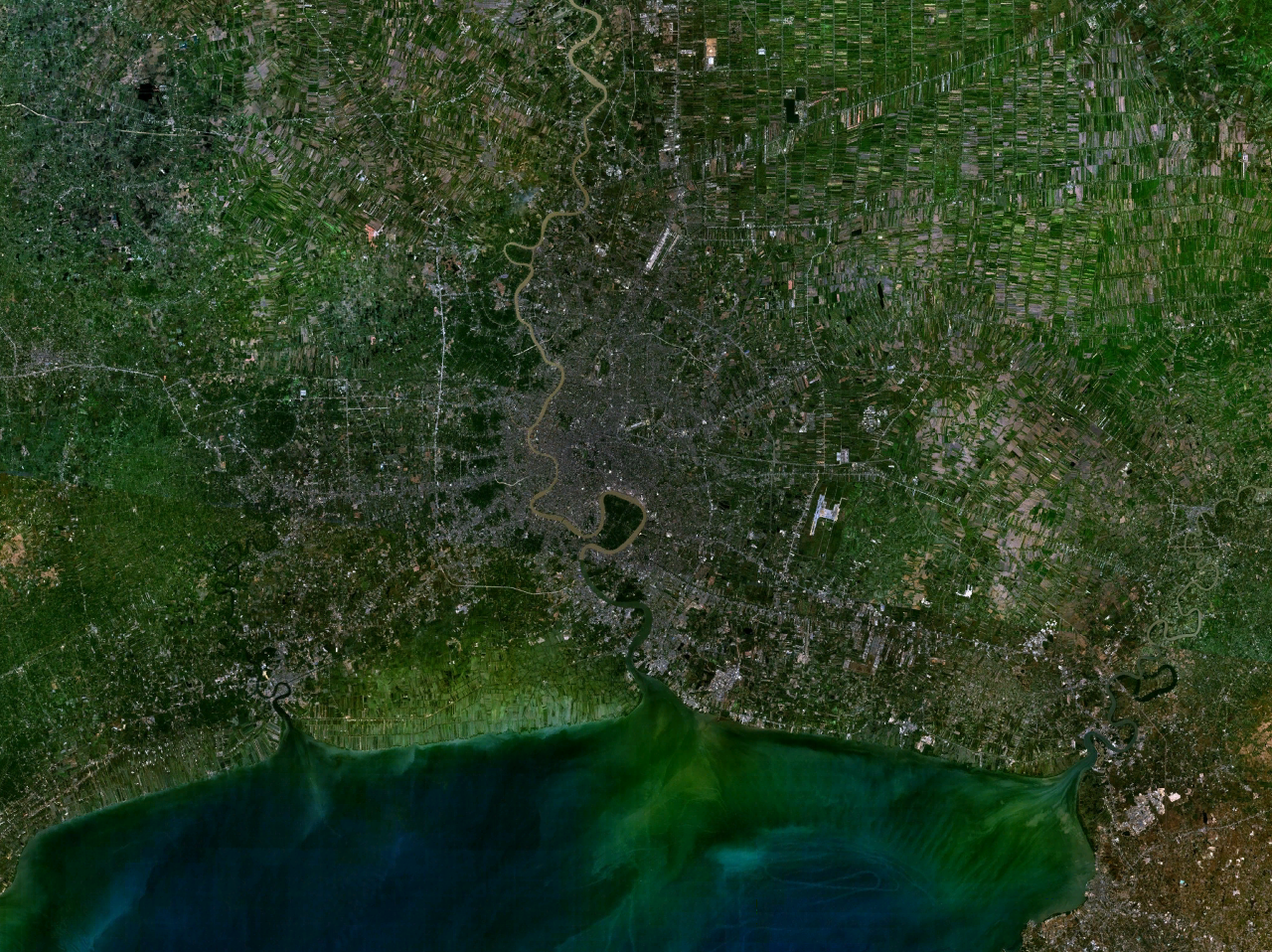
曼谷大都市区的卫星图像：边缘和干道上的城市化区域是城乡结合部空间。

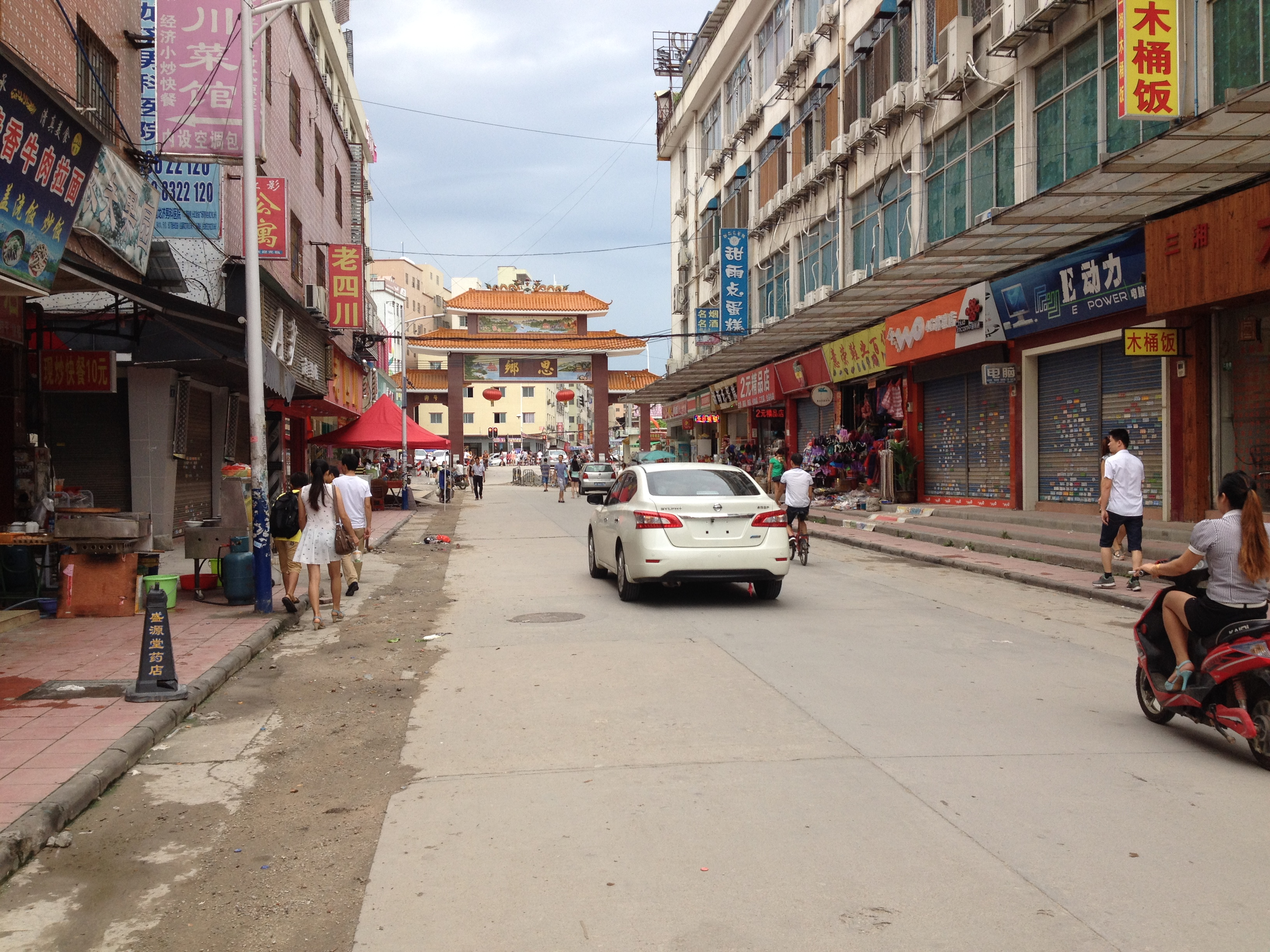
位于中国广州市白云区的一个城边村。白云区的大部分被当地人认为是城乡结合部。

城乡结合部是一个关于城乡过渡地带的概念。类似的空间形态在东南亚城市研究中称为，译名有城乡融合区、城乡一体化区、半都市化地區等。此外，中国学者胡聃、陈佑启提出了城乡交错带的概念。这些概念虽然具体定义有差别，但在城市地理学研究中，一般都是指大城市外围的一种区域，其中城市和农业形式的土地使用和居民点并存且紧密地混合在一起。

## 词源和概念
城乡结合部也称城乡接合部，是20世纪80年代中期，中国大陆高速城镇化的背景下提出的概念。余大富认为该概念狭义上指城市建成区轮廓线内外一定宽度的环状地带，广义上可以指整个近郊区。
Desakota一词由不列顛哥倫比亞大學的城市研究员特里·麦吉（Terry McGee）在1990年左右创造，取自印度尼西亚语的乡村和城市。他认为，典型的亚洲国家包含以下五种区域：(1)主要城市（major cities）、(2)城市边缘地带（peri-urban）、(3)desakota区域、(4)人口稠密的乡村（densely populated rural）、(5)人口稀疏的边疆（sparsely populated frontier）。其中，desakota的定义是：“农业和非农业活动高强度混合，且通常沿大城市核心之间的交通走廊分布的区域。这些区域过去的特点是农业人口密集，主要但不完全种植水稻。”
城乡交错带的概念于1994年由中国生态学学者胡聃提出，他借用了生态学中的“群落交错带”（ecotone）这一概念，将城市与乡村的交错过渡地域称为“城乡交错带”（urban-rural ecotone）。地理学者陈佑启于1995年提倡使用“城乡交错带”这一概念。他在论文中指出，中国学界研究城乡过渡地带时，普遍使用的概念有(1)郊區、(2)从国外引入的“城市边缘带”，以及(3)国内提出的“城乡结合部”。他认为这些概念都不够准确，提倡以“城乡交错带”指代这种地域，认为界定这种地域需要考虑多种指标。不过，陈佑启并未引用胡聃的论文，两人的论文也均未引用麦吉的desakota的概念。
城乡混杂的空间常见于亚洲，尤其是东南亚地区。例子包括爪哇的城市化地区、雅加达城区周边人口稠密的三角地区（“Jabodetabek”），以及曼谷、马尼拉大都市区。在东南亚以外，中国大陆、台湾、印度、日本、韩国也有具备类似特征的地区。

## 特征
城乡结合部位于城郊外围，每日通勤较为容易，一般距市中心30-50公里。它们经常在交通干道旁蔓延，有时从一个城区延伸到另一个城区。其特点是人口密度高和农业集约化利用（特别是水稻种植），但与人口稠密的农村地区相比，它们具有更多类似城市的特征。这些特征有：发达的交通网络、高人口流动性、农业部门以外活动的增加、多种不同形式的土地使用并存、更多女性参与有偿劳动，以及非规范的土地使用。
由于范围和边界模糊，城乡结合部地区的出现给行政管理带来了困难，因为统一的规划、法规或设计难以施行。城乡结合部的特点是商品和服务的高度流动性以及居民点模式迅速变化。它们通常没有城市中那样功能明确的分区。完全不同的土地使用形式，例如传统农业、大工业和家庭手工业、游乐园和高尔夫球场、购物中心和购物公园，以及从棚戶區到門禁社區的居民点形式相互融合共存。